# Kızılkeçili, Edremit
Kızılkeçili là một xã thuộc huyện Edremit, tỉnh Balıkesir, Thổ Nhĩ Kỳ. Dân số thời điểm năm 2010 là 3.711 người.